# Matthew G. Taylor
Matthew Gordon Taylor (Toronto, 30 novembre 1971) è un attore canadese.

## Biografia
Visse a Toronto, Canada. Fu pubblico ufficiale, studiò arti marziali per molti anni diventando cintura nera in karate.
Al cinema ha interpretato fra gli altri Chongo in Detroit Rock City (1999), il Sgt. Usseldinger in Ferite mortali, il cecchino King in Encrypt (2003), il mostro Nemesis in Resident Evil: Apocalypse (2004), il pugile Primo Carnera in Cinderella Man (2005), Mondragon in Immortals (2011).

## Filmografia

### Cinema
- Detroit Rock City, regia di Adam Rifkin (1999)
- Ferite mortali (Exit Wounds), regia di Andrzej Bartkowiak (2001)
- Encrypt, regia di Oscar L. Costo (2003)
- Gothika, regia di Mathieu Kassovitz (2003)
- Resident Evil: Apocalypse, regia di Alexander Witt (2004)
- Cinderella Man - Una ragione per lottare (Cinderella Man), regia di Ron Howard (2005)
- Slevin - Patto criminale (Lucky Number Slevin), regia di Paul McGuigan (2006)
- The Boondock Saints 2 - Il giorno di Ognissanti (The Boondock Saints II: All Saints Day), regia di Troy Duffy (2009)
- Immortals, regia di Tarsem Singh (2011)
- Pacific Rim, regia di Guillermo Del Toro (2013)

### Televisione
- Once a Thief – serie TV, episodio 1x16 (1998)
- Code Name: Eternity – serie TV, episodio 1x15 (2000)
- Queer as Folk – serie TV, episodi 1x13-2x06 (2001-2002)
- Mutant X – serie TV, episodio 2x16 (2003)
- The State Within - Giochi di potere (The State Within) – serie TV, episodio 1x05 (2006)
- Flashpoint – serie TV, episodio 2x14 (2009)
- Aaron Stone – serie TV, 4 episodi (2010)
- Being Erica – serie TV, episodio 3x08 (2010)
- Killjoys – serie TV, episodio 1x02 (2015)
- The Strain – serie TV, episodio 2x07 (2015)
- Designated Survivor – serie TV, episodio 1x19 (2017)